# Kapverdisch-são-toméische Beziehungen
Die kapverdisch-são-toméischen Beziehungen umfassen das zwischenstaatliche Verhältnis zwischen den afrikanischen Inselstaaten Kap Verde und São Tomé und Príncipe. Die Geschichte beider Länder ist seit ihrer Zugehörigkeit zum Portugiesischen Weltreich ab dem 15. Jahrhundert eng miteinander verbunden. Beide Inselgruppen waren unbewohnt, als sie im 15. Jahrhundert von portugiesischen Seefahrern entdeckt und danach durch Portugiesen und v. a. durch von ihnen hergebrachte Sklaven und Siedler aus Afrika besiedelt wurden. Diese Wurzeln teilen die beiden, in der heutigen portugiesischsprachigen Welt integrierten Länder.
Die traditionelle Einwanderung aus Kap Verde nach São Tomé und Príncipe und die Sprachverwandtschaft der Saotomensischen Sprache und des kapverdischen Kreol (port. Crioulo) sind bis heute lebendige Verbindungselemente zwischen beiden Staaten. Zudem arbeiten sie in einer Reihe bilateraler Organisationen zusammen. So gehören sie beide u. a. der von ihnen mitgegründeten Gemeinschaft der Portugiesischsprachigen Länder, der Staatengruppe afrikanischer Staaten mit Amtssprache Portugiesisch (PALOP), der Lateinischen Union und den verschiedenen UN-Organisationen an. Seit 2010 verstärken sie ihre Kooperationen deutlich, etwa in Bereichen wie Handel, Bildung, Fischerei und Diplomatie.

## Geschichte

### Bis 1974

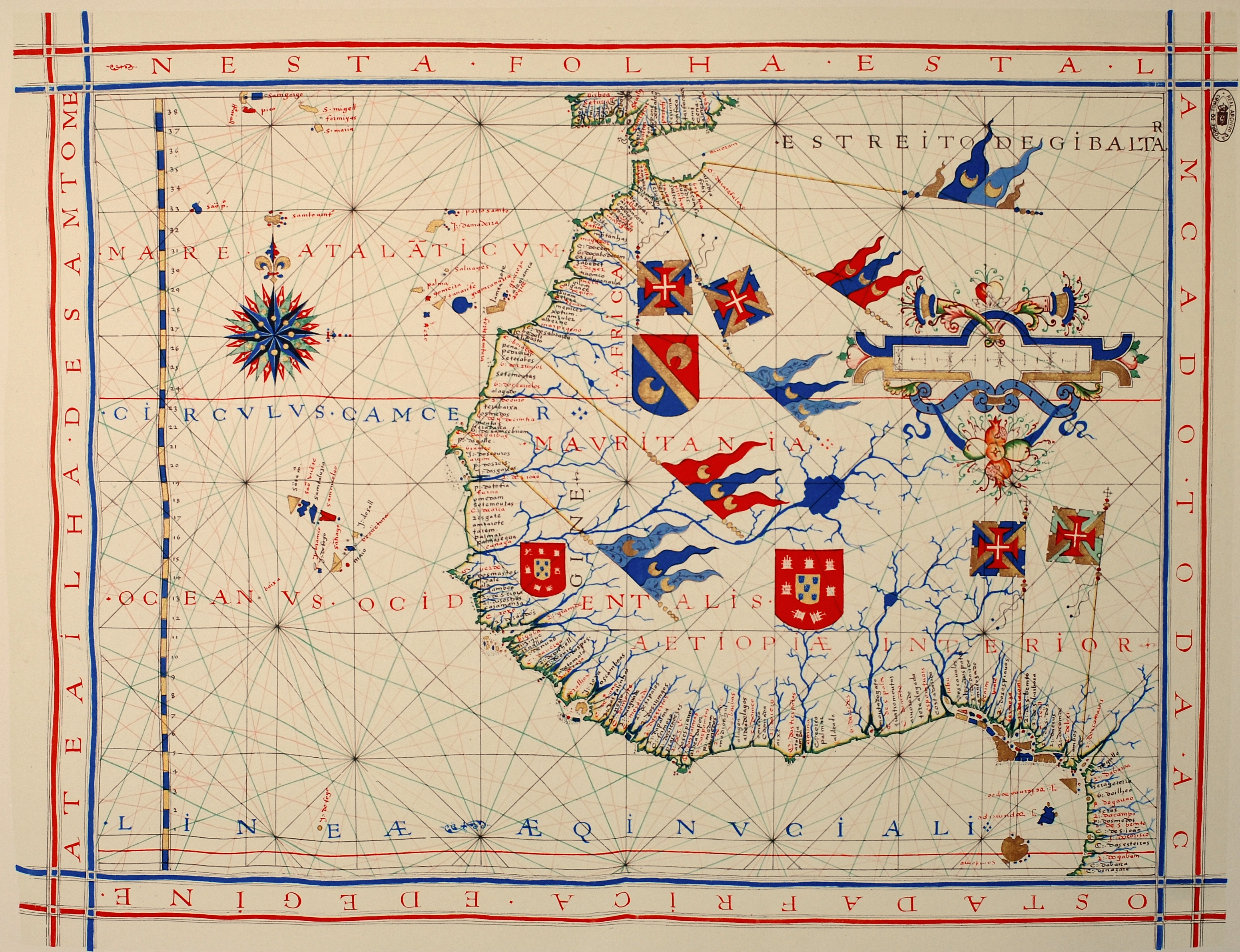
Westafrika mit den eingezeichneten portugiesischen Inselbesitzungen Kap Verde und São Tomé und Príncipe, Karte von Fernão Vaz Dourado aus dem Jahr 1571.

Portugal nahm die unbewohnten Kapverdischen Inseln 1456 in Besitz und begann um 1461 die dauerhafte Besiedlung mit der Errichtung eines Militärpostens auf der Insel Santiago, aus dem sich danach der Hauptort Ribeira Grande entwickelte. Die Portugiesen errichteten 1495 hier die erste christliche Kirche südlich der Sahara und die Kapverden wurden Sitz eines Generalgouverneurs und damit erste offizielle Kolonie des entstehenden Portugiesische Kolonialreichs. Ab 1471 nahm Portugal dann die ebenfalls unbewohnten Inseln São Tomé und Príncipe in Besitz, besiedelte und kolonisierte sie.
Die Begegnung der Sklaven der verschiedenen Heimatregionen des westlichen Afrikas mit den portugiesischen Kolonialherren löste dabei die erste Kreolisierung der Kolonialgeschichte aus. Die heute in Kap Verde und São Tomé und Príncipe gesprochene kapverdische bzw. saotomensische Kreolsprache auf Basis des Portugiesischen fand hier ihren Ursprung.
Die Portugiesen betrieben auf den Kapverden und auf São Tomé und Príncipe Plantagenwirtschaft, jedoch sorgten auf den Kapverden die geringen Niederschläge und häufigen Dürreperioden für wiederkehrende Hungersnöte, bei denen immer wieder Tausende Menschen starben. Auf den fruchtbaren und mit reichlich Niederschlägen gesegneten Plantagen in São Tomé und Príncipe brachte derweil der Anbau von Zuckerrohr lange Wohlstand unter den Landbesitzern, jedoch erlebte São Tomé und Príncipe im Laufe des 17. und 18. Jahrhunderts einen Niedergang, durch Sklaven- und Arbeiteraufstände und häufige Angriffe und Plünderungen durch niederländische und französische Piraten.
Nach der Unabhängigkeit Brasiliens 1822 stieg die Aufmerksamkeit der portugiesischen Regenten und Investoren für São Tomé und Príncipe wieder, und es kam zu vielen Landenteignungen der meist kleinen Produzenten vor Ort. Man wandte sich nun dem Anbau von Kaffee und später immer massiver von Kakao zu. Ende des 19. Jh. stieg São Tomé und Príncipe zu einem bedeutenden Kakaoproduzenten auf, und die Plantagen benötigten immer mehr Arbeitskräfte. Die 1869 endgültige verbotene Sklaverei konnte diese nicht mehr liefern, so dass man begann, ab 1875 Arbeitskräfte auf dem afrikanischen Festland v. a. in Angola zu verpflichten. Ab 1903 begann dann die systematische Rekrutierung von Kontraktarbeitern in Kap Verde für die Kakaoplantagen in São Tomé und Príncipe. Bis 1908, nach anderen Quellen 1913 galt São Tomé und Príncipe als größter Kakaoproduzent der Welt, danach begann der massenhafte Anbau in anderen Ländern, insbesondere in westafrikanischen Gebieten, und in São Tomé und Príncipe setzte ein Verfall ein.

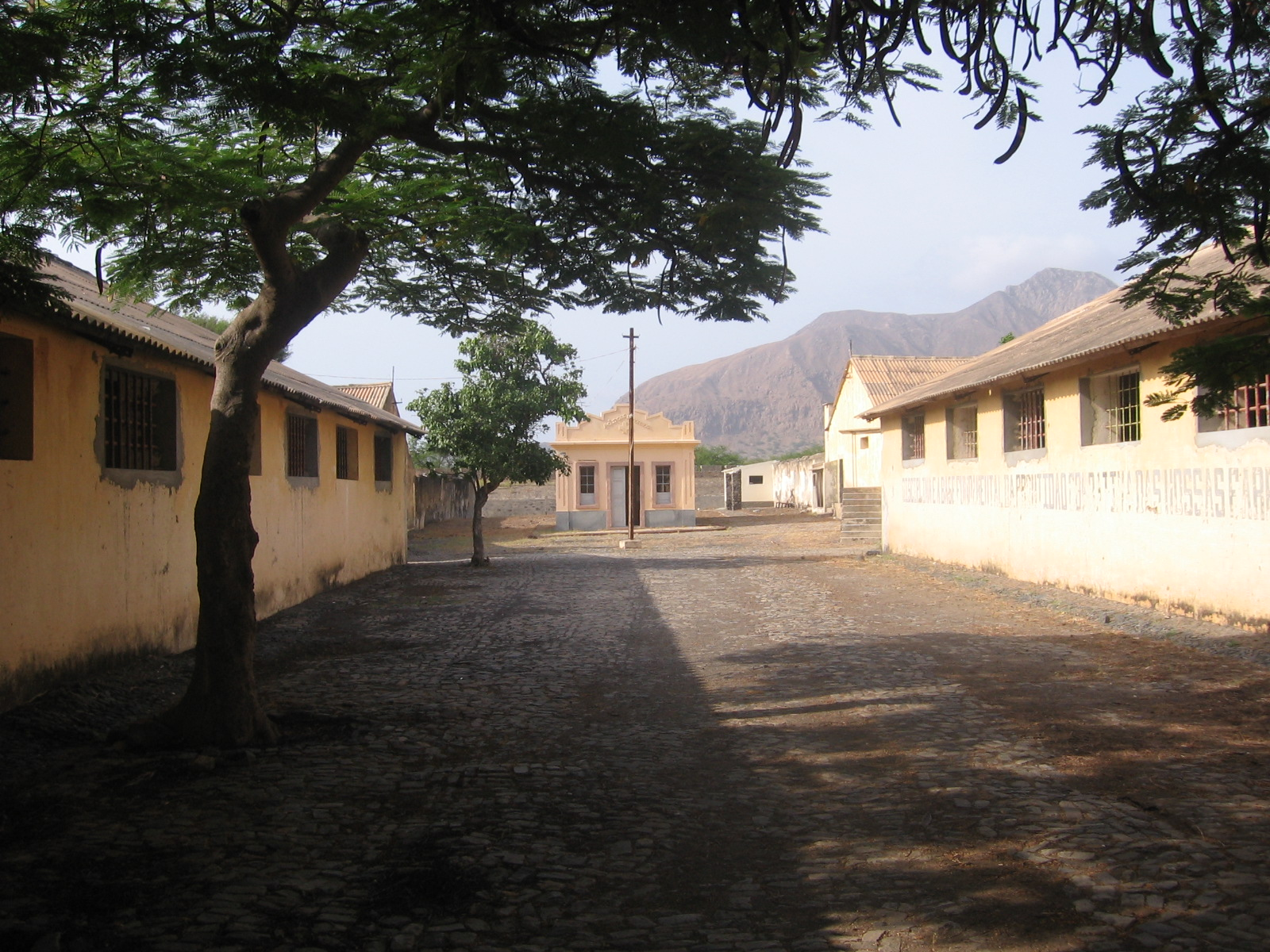
Im Konzentrationslager Campo do Tarrafal, zentrales politisches Gefängnis der portugiesischen Diktatur, in der auch Kapverdier und São-Toméer inhaftiert und häufig auch gefoltert wurden.

Während der semi-faschistischen Salazar-Diktatur in Portugal ab den 1930er Jahren erfuhr Kap Verde eine relative Wirtschaftserholung und einen Ausbau seiner Bildungseinrichtungen. Das höhere Bildungsniveau im Vergleich zu den übrigen Kolonien blieb damit erhalten und trug zum Nachschub an Verwaltungsbeamten für die portugiesische Kolonien bei, auch für São Tomé und Príncipe. Dort gab es zwar ebenfalls eine bescheidene Entwicklung, abzulesen u. a. an einigen Bauten der 1940er bis 1960er Jahre, jedoch weniger Investitionen in Bildung und Infrastruktur, so dass São Tomé und Príncipe mit dem anhaltenden Niedergang seiner Plantagenwirtschaft immer weiter an Bedeutung verlor.
1951 erhielt Kap Verde als erste Kolonie den Status einer portugiesischen Überseeprovinz, wenig später folgte São Tomé und Príncipe. Dieser Status war jedoch kaum mehr als kosmetischer Natur, und die aufkommende Unabhängigkeitsidee nahm in beiden Ländern weiter zu. So trafen etwa politisch gesinnte Studenten aus beiden Inselgruppen in der Casa dos Estudantes do Império in Lissabon zusammen, knüpften Kontakte und tauschten Unabhängigkeitsideen aus.
In dem Zusammenhang baute das Regime mit dem Campo do Tarrafal sein bereits 1936 eröffnetes politisches Gefängnis auf der kapverdischen Hauptinsel Santiago zu einem Konzentrationslager aus. Widerstandsaktivisten und politische Gefangene aus dem gesamten Kolonialreich und dem Mutterland, auch aus Kap Verde und São Tomé und Príncipe, wurden hier interniert und häufig auch systematisch gefoltert, eine Reihe Häftlinge starb dabei.
Der ab 1961 in den größten portugiesischen Besitzungen ausgebrochene Portugiesische Kolonialkrieg sprang weder auf Kap Verde noch auf São Tomé und Príncipe über, bedingt durch die auf den Inseln erfolgreiche Unterdrückung der dortigen Unabhängigkeitsbewegungen durch Polizei, Verwaltung und Geheimpolizei. Sie wurden, wie Unabhängigkeitsaktivisten in allen portugiesischen Überseegebieten, verfolgt und in unmenschliche politische Gefängnisse in Kap Verde (Tarrafal), Angola (Lager São Nicolau) oder Mosambik (Machava-Gefängnis) gebracht oder nach Osttimor verbannt.

### Seit 1974
Die Nelkenrevolution am 25. April 1974 beendete schließlich die Diktatur in Portugal. In der Folge stellte das nunmehr demokratische Portugal den Kolonialkrieg ein, entließ seine afrikanischen Territorien in die Unabhängigkeit und stellte seine internationalen Beziehungen auf eine neue Grundlage. Insbesondere strebte das neue, progressive Portugal dabei partnerschaftliche Beziehungen zu einer Vielzahl afrikanischer Staaten an. In dem Zusammenhang wurden 1975 auch Kap Verde und São Tomé und Príncipe von Portugal unabhängig.
Die zwei Staaten blieben durch ihre gemeinsame Geschichte und die engen persönlichen Beziehungen weiter verbunden und näherten sich in den letzten Jahrzehnten wieder stärker an, insbesondere im Rahmen der Gemeinschaft der Portugiesischsprachigen Länder, die beide 1996 mitbegründeten.

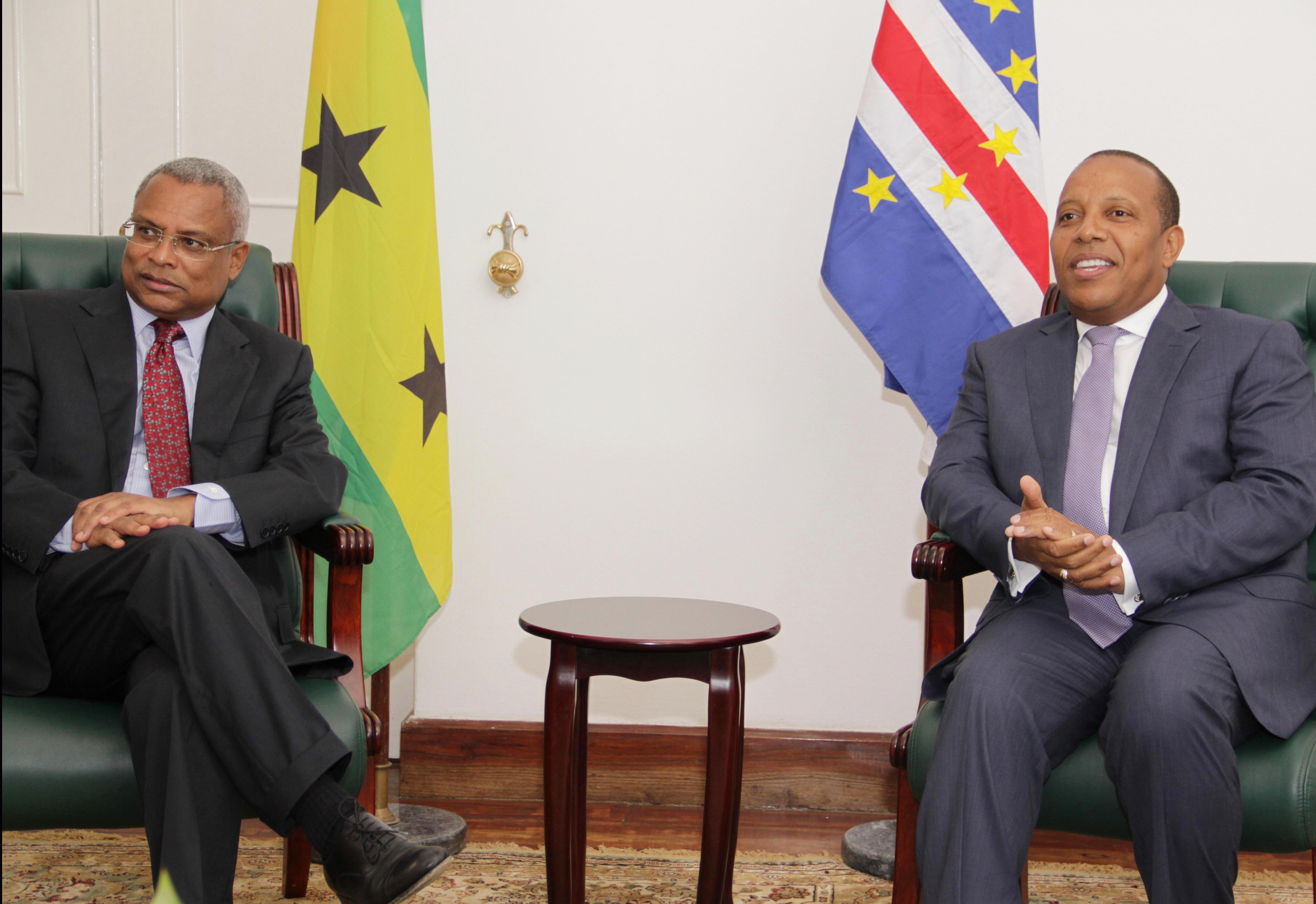
Kapverdes Premier José Maria Neves (li.) auf Staatsbesuch bei São Tomé und Príncipes Premier Patrice Trovoada (2016). Seit 2010 rücken beide Länder noch enger zusammen.

Bei seinem Staatsbesuch in São Tomé und Príncipe 2010 erklärte Kap Verdes Premierminister José Maria Neves, dass sein Land eine Botschaft dort eröffnen werde, um die guten Beziehungen beider Länder weiter zu stärken. Sie schlossen dabei auch Kooperationsabkommen, die ihre Handelsbeziehungen intensivieren sollen. So böte der steigende Bedarf an qualitativen Lebensmitteln und landwirtschaftlichen Erzeugnissen im stark wachsenden Tourismus in Kap Verde, den das Land mangels leistungsfähiger Landwirtschaft unmöglich selbst bedienen könne, den Produzenten in São Tomé und Príncipe gute Absatz- und damit Entwicklungsmöglichkeiten. Im Gegenzug könne Kap Verde Pharmaprodukte liefern, die in São Tomé und Príncipe nicht hergestellt werden. Regelmäßige Schiffsverbindungen zwischen beiden Inselgruppen sollen dazu aufgenommen werden. Auch die Ausweitung von Stipendien und andere Möglichkeiten für são-toméische Studenten und Auszubildende in Kap Verde und die Erhöhung der aus Kap Verde nach São Tomé und Príncipe entsendeten Lehrer und Ausbilder war Teil der Abkommen, ebenso die Zusammenarbeit im Bereich der Digitalisierung und elektronischen Verwaltung, in denen Kap Verde Erfahrungen und Hilfestellungen leisten könne. Weitere Bereiche seien die Fischerei und die Kooperation in der Handelsdiplomatie mit Brasilien, das seine Verbindungen bis in den Golf von Guinea stärken will und mit beiden Ländern dabei kooperieren möchte.
Danach eröffneten beide Länder gegenseitige Botschaften, verbesserten die konsularischen Dienste für die gegenseitige Diaspora, und leiteten Kooperationen in immer mehr Bereichen ein. Kapverdische Regierungsvertreter besuchten seither mehrfach die bedeutende kapverdische Gemeinde in São Tomé und Príncipe, die zur zunehmenden Nähe beider Staaten beiträgt. Kap Verde ermutigt dabei seine Diaspora, sowohl die kostenlose kapverdische Staatsbürgerschaft anzunehmen und Kap Verde weiter verbunden zu bleiben, als auch sich in São Tomé und Príncipe einzubringen und zur Entwicklung beizutragen, wie José Maria Neves bei seinem Besuch 2024 erneut unterstrich.
Neben ihrer zunehmenden Süd-Süd-Kooperation ist die gemeinsame Geschichte, die die Ausbeutung sowohl der angestammten são-toméischen Bevölkerung als auch der kapverdischen Vertragsarbeiter umfasst, ein gemeinsamer Bezugspunkt und zunehmend Gegenstand von Forschung und Austausch.

## Diplomatie
Kap Verde eröffnete 2023 eine eigene Botschaft in São Tomé und Príncipe, zuvor führte es dort bereits ein Generalkonsulat. Beide Einrichtungen sind zusammen untergebracht, in der Rua da Mão in der Hauptstadt São Tomé (Stand 2024).
São Tomé und Príncipe führt seit 2018 eine eigene Botschaft in der kapverdischen Hauptstadt Praia, gegenüber der angolanischen Botschaft, in der Rua Dr. Manuel Duarte, im Stadtteil Prainha. Konsulate darüber hinaus hat es dort nicht eingerichtet (Stand 2024).

## Migration

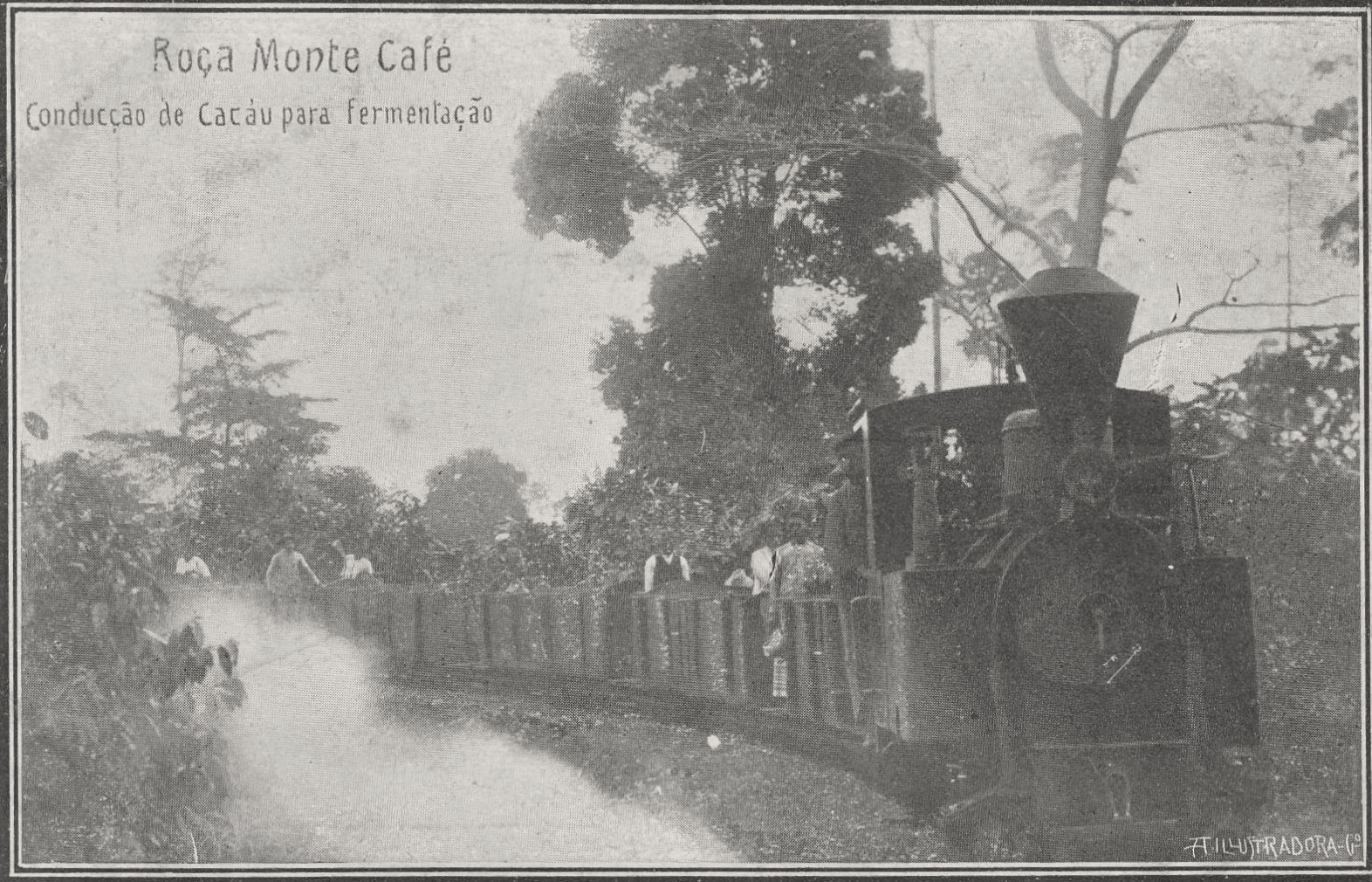
Kakaotransport in São Tomé und Príncipe um 1910: seit 1903 wurden massenhaft Kontraktarbeiter auch aus Kap Verde hergeholt, um auf den Kakaoplantagen zu arbeiten.

1903 markiert die Ankunft der ersten regulären Kontraktarbeiter aus Kap Verde auf den Plantagen in São Tomé und Príncipe, um dem Mangel an Arbeitskräften im stark zunehmenden Kakaoanbau zu begegnen, nachdem man bereits aus Angola und sogar aus China Vertragsarbeiter geholt hatte. Die Arbeitskontrakte ließen den Arbeitern in der Realität kaum mehr Freiheiten, als den früheren Sklaven, dennoch war die gesicherte Existenz im fruchtbaren São Tomé und Príncipe eine Alternative zum häufigen Hunger auf den Kapverdischen Inseln.
Man geht heute von etwa 8 % kapverdischen Bevölkerungsanteil in São Tomé und Príncipe aus, was etwa 16.800 Menschen ausmacht. 2024 schätzte das Präsidialamt Kap Verdes die Zahl der kapverdischen und weitläufig kapverdischstämmigen Einwohner und ihre Nachkommen in São Tomé und Príncipe auf insgesamt bis zu 70.000, bei insgesamt etwa 210.000 Einwohnern sind dies rund ein Drittel der Bevölkerung São Tomé und Príncipes.
Im Gegenzug besteht auch eine são-toméische Gemeinde in Kap Verde, die dort gut integriert ist. Der Präsident der Associação da Comunidade dos São-tomenses em Cabo Verde, die Vereinigung der são-toméischen Menschen in Kap Verde, beziffert die Zahl der são-toméischen Staatsbürger dort auf etwa 4.000.

## Kultur

Logo des Fernsehsenders RTP África. Menschen in Kap Verde und in São Tomé und Príncipe können hier täglich auch aus dem jeweils anderen Land Neuigkeiten, Musik und Reportagen sehen.

Es besteht ein Kulturaustausch zwischen beiden Ländern, insbesondere zwischen Literatur-, Musik- und Filminteressierten und Künstlern, der häufig über Medien und Institutionen der Lusophonie stattfindet. Etwa erreichen Filme aus und über beide Länder das jeweils andere Land über das wandernde Filmfestival FESTin – Festival de Cinema Itinerante da Língua Portuguesa, und Informationen, Kulturnachrichten und Beiträge beider Länder sind im jeweils anderen Land über Fernsehsender wie RTP África oder auch SIC Internacional Àfrica zu sehen bzw. über den Radiosender RDP África zu hören.
Die berühmteste Sängerin Kap Verdes, Cesária Évora (1941–2011), machte das Lied Sodade, die vielleicht bekannteste Morna, international bekannt. Das Lied beschäftigt sich mit dem Gefühl der Sodade und nennt konkret im Refrain das Schicksal der nach São Tomé ausgewanderten Kapverdier und ihre Sehnsucht nach Kap Verde.
Cesária Évora nahm mit Caminho de São Tomé bereits bei ihren ersten Aufnahmen Anfang der 1960er Jahre ein Lied zu dem Thema auf.

## Sport

### Fußball

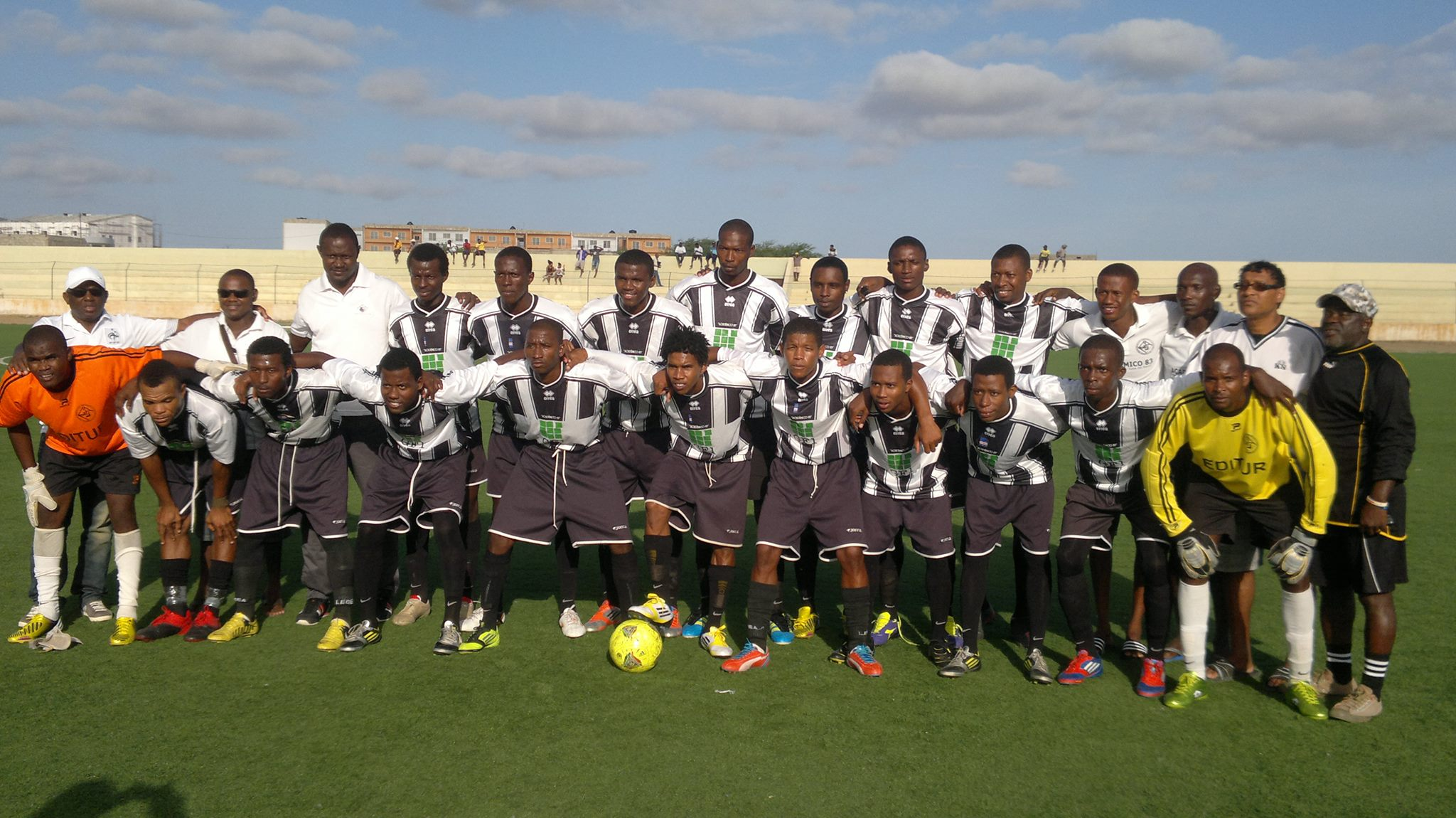
Kader des Académico 83 von der kapverdischen Insel Maio, einer der vielen Vereine in beiden Ländern, die sich auf den Traditionsclub Académica de Coimbra aus Portugal beziehen. Der portugiesische Fußball wird in beiden Ländern tagesaktuell verfolgt.

Fußball ist in beiden Ländern die populärste Sportart und in Folge der jahrhundertelangen portugiesischen Anwesenheit stark vom Fußball in Portugal geprägt. So wird das Geschehen der portugiesischen Primeira Liga von Fußballfreunden in beiden Ländern tagesaktuell verfolgt, und die jeweilige oberste Spielklasse beider Länder, der Campeonato Cabo-verdiano de Futebol und der Campeonato Santomense de Futebol, werden von Filialvereinen portugiesischer Klubs wie Sporting Lissabon, Benfica Lissabon, Académica de Coimbra oder Belenenses Lissabon dominiert, etwa die vielfachen Meister Académica do Mindelo und Sporting Clube da Praia in Kap Verde oder Sporting Clube da Praia Cruz in São Tomé und Príncipe. Im Straßenbild beider Länder sind Embleme und Trikots der drei großen portugiesischen Klubs Sporting, Benfica und FC Porto allgegenwärtig.
Die Nationalauswahl Kap Verdes und die São-toméische Fußballnationalmannschaft trafen bisher zweimal aufeinander (Stand Januar 2025). Erstmals spielten sie am 13. Juni 2015 in der kapverdischen Hauptstadt Praia gegeneinander, das Qualifikationsspiel zur Afrikameisterschaft 2017 ging 7:1 für Kap Verde aus. Auch das Rückspiel am 4. Juni 2016 in der são-toméischen Hauptstadt São Tomé endete mit einem kapverdischen Sieg, 2:1.
(Siehe auch die Liste der Länderspiele der kapverdischen Fußballnationalmannschaft und die Liste der Länderspiele der Fußballnationalmannschaft von São Tomé und Príncipe)
Der são-toméische Nationalspieler Orlando Monteiro wurde in der kapverdischen Hauptstadt Praia geboren.

### Andere
Sportler beider Länder nahmen bisher an allen Jogos da Lusofonia teil, den Spielen der Gemeinschaft der Portugiesischsprachigen Länder.